# Palazzo Reale-Monte di Pietà
Palazzo Reale-Monte di Pietà è il secondo quartiere di Palermo, compreso nella I Circoscrizione (centro storico di Palermo).
Comprende i due mandamenti Albergheria e Seralcadio.

## Geografia fisica
Il quartiere confina:
- a nord con i quartieri Politeama e Zisa;
- ad ovest con i quartieri Zisa e Cuba-Calatafimi;
- a sud con i quartieri Montegrappa-Santa Rosalia e Oreto-Stazione;
- ad est con il quartiere Tribunali-Castellammare.

Al centro è contenuto l'antico promontorio su cui fu eretta la città punico-romana, ai lati del quale sono presenti gli alvei degli antichi torrenti Kemonia e Papireto. 

## Storia
L'intera zona, al cui interno sorgevano i due grandi quartieri o mandamenti un tempo denominati "Albergarìa" (o Albergheria) e "Seralcadi" (o Seralcadio), venne unificata dopo il tracciamento di via Maqueda e il ridisegno del Cassaro (oggi corso Vittorio Emanuele). Al termine di tale processo, i vecchi mandamenti presero il nome di "Palazzo Reale" e "Monte di Pietà".
Seppur con alcuni mutamenti, l'immagine della dominazione islamica - fase in cui nel territorio nacquero il rione e il mercato del Capo, oltre che il mercato storico di Ballarò - permase fino alla seconda metà del XIX secolo. 
A causa dei bombardamenti di Palermo nella seconda guerra mondiale il quartiere subì pesanti danneggiamenti, che favorirono la crescita di uno stato di degrado: per tale motivo, negli anni Cinquanta venne avviato un progetto di risanamento, con cui si optò per la demolizione di una parte importante del modello viario ed edilizio dell'Alberghiera al fine di favorire la costruzione di nuovi edifici residenziali. 

## Monumenti e luoghi d'interesse

### Architetture religiose
- San Giuseppe Cafasso, in via Benedettini;
- Sant'Ippolito, presso Porta Carini;
- San Nicola di Bari, in via Nunzio Nasi;
- San Pietro Apostolo (Cappella Palatina), in piazza del Parlamento;
- San Stanislao Kostka, in piazza Noviziato.

### Architetture civili
- Palazzo Artale di Collabata, in piazza Sett'Angeli;
- Palazzo del Castillo di S. Isidoro, in via Sant' Isidoro Alla Guilla;
- Palazzo Fernandez, in via Papireto, oggi sede centrale dell'Accademia di Belle Arti di Palermo;
- Palazzo di Giustizia, in piazza Vittorio Emanuele Orlando;
- Palazzo Guccia, in via Guccia;
- Palazzo Molinelli di Santa Rosalia, in via Papireto;
- Palazzo Trucco, in via Francesco Raimondo, oggi inserito ne "I Luoghi del Cuore" del FAI;
- Porta Carini, in via Porta Carini.

### Altro
- Mercato del Capo, situato nel quarto occidentale della vecchia città tra il Cassaro, la via Maqueda e la cerchia nord-occidentale delle distrutte mura;
- Mercato di Ballarò, ubicato nel settore sud-occidentale della vecchia città;
- "La Pupa del Capo", mosaico in stile Liberty realizzato per il Panificio Morello, negozio storico di Palermo, in via Cappuccinelle.

### Siti archeologici
Nel territorio del quartiere ricadono le catacombe paleocristiane di Porta d'Ossuna, situate nella depressione naturale dell'antico fiume Papireto, nei pressi dell'attuale corso A. Amedeo. Rappresentano il più grande cimitero ipogeo paleocristiano della città di Palermo. 